# Biserica „Sfântul Spiridon” din Miclești
Biserica „Sfântul Ierarh Spiridon, făcătorul de minuni” și monumente funerare este o biserică amplasată în Miclești, raionul Criuleni, Republica Moldova. Este un monument de artă și arhitectural de importanță națională inclus în Registrul monumentelor Republicii Moldova ocrotite de stat cu nr. 339 (raionul Criuleni). Ansamblul datează din sec. al XIX-lea, iar biserica propriu-zisă din 1798-1802.